# The Curtis Counce Group
| Recensione | Giudizio |
| ---------- | -------- |
| AllMusic   |          |

The Curtis Counce Group è il primo album discografico come solista del contrabbassista jazz statunitense Curtis Counce (l'album è a nome The Curtis Counce Group), pubblicato dalla casa discografica Contemporary Records nel marzo del 1957.

## Tracce

### LP
Lato A
1. Landslide – 9:11 (Harold Land) – Registrato l'8 ottobre 1956
2. Time After Time – 6:41 (Sammy Cahn, Jule Styne) – Registrato l'8 ottobre 1956
3. Sonar – 7:25 (Geral Wiggins, Kenny Clarke) – Registrato il 15 ottobre 1956

Lato B
1. Mia – 4:54 (Carl Perkins) – Registrato l'8 ottobre 1956
2. Sarah – 10:56 (Jack Sheldon) – Registrato l'8 ottobre 1956
3. A Fifth for Frank – 7:15 (Gerald Wiggins, Cal Tjader) – Registrato l'8 ottobre 1956

## Musicisti
- Curtis Counce – contrabbasso
- Harold Land – sassofono tenore
- Carl Perkins – pianoforte
- Jack Sheldon - tromba
- Frank Butler – batteria

Note aggiuntive
- Lester Koenig – produttore, note retrocopertina album originale
- Registrazioni effettuate al Contemporary Records Studio di Los Angeles, 8 ottobre 1956 eccetto Sonar, registrato il 15 ottobre 1956
- Roy DuNann – ingegnere delle registrazioni, supervisione tecnica
- William Claxton – foto copertina frontale album originale
- Cecil Charles – foto retrocopertina album originale [2]